# Wahl des deutschen Bundespräsidenten 1969
- SPD: 449
- CDU/CSU: 482
- FDP: 83
- NPD: 22

Am 5. März 1969 wählte die 5. Bundesversammlung in der Ostpreußenhalle auf dem Berliner Messegelände den Bundesminister der Justiz Gustav Heinemann zum dritten Bundespräsidenten. Er kandidierte auf Vorschlag der SPD (449 Sitze in der Bundesversammlung). Kurz vor der Wahl entschied sich die FDP (83 Sitze), ihn zu unterstützen. Die NPD (22 Sitze) erklärte sich für den von der CDU (482 Sitze) nominierten Bundesverteidigungsminister Gerhard Schröder.
Die Bundesversammlung tagte 1969 nach 1954, 1959 und 1964 zum vierten und vorläufig letzten Mal in Berlin. Die Sowjetunion hatte diesmal scharf gegen die „grobe Provokation“ protestiert, mit der DDR Militärmanöver vorbereitet, die Transitautobahn zeitweilig gesperrt und am 5. März 1969 Kampfflugzeuge über Berlin aufsteigen lassen. Nach dem Viermächteabkommen über Berlin 1971/72 fand die Bundesversammlung bis zur Wiedervereinigung Deutschlands wieder in Bonn statt, und zwar in der Beethovenhalle.

## Bundesversammlung
Die 5. Bundesversammlung bestand aus 1036 stimmberechtigten Mitgliedern, davon 482 für die CDU/CSU, 449 für die SPD, 83 für die FDP und 22 für die NPD. Am Tag der Bundesversammlung waren jedoch nur 1023 Mitglieder anwesend, die übrigen hatten sich krankgemeldet und konnten auch nicht eingeflogen werden.
| Partei  | Partei | Mitglieder | Mitglieder | Mitglieder |
| Partei  | Partei | Bund       | Länder     | gesamt     |
| ------- | ------ | ---------- | ---------- | ---------- |
| CDU/CSU |        | 252        | 230        | 482        |
| SPD     |        | 217        | 232        | 449        |
| FDP     |        | 49         | 34         | 83         |
| NPD     |        | –          | 22         | 22         |
| Gesamt  | Gesamt | 518        | 518        | 1036       |

Im ersten Wahlgang gewann SPD-Kandidat Gustav Heinemann 514 Stimmen, fünf weniger als die absolute Mehrheit; CDU-Kandidat Gerhard Schröder erhielt 501 Stimmen. Auch der zweite Wahlgang ergab nicht die notwendige absolute Mehrheit, für Heinemann stimmten 511 Mitglieder, Schröder kam auf 507 Stimmen.
Im dritten Wahlgang hätten die Stimmen der NPD den Ausschlag geben können, Kandidat Schröder soll sich an einer eventuellen Wahl durch NPD-Stimmen nicht gestört haben, da die NPD-Mitglieder „schließlich auch demokratisch gewählt“ seien. Schröder soll Willy Brandt (SPD) und Horst Ehmke stattdessen vorgeschlagen haben, dass SPD und FDP 22 Delegierte für ihn stimmen lassen könnten, um zu verhindern, dass die Stimmen der NPD entscheidend würden.
Heinemann gewann im dritten Wahlgang mit 512 und damit nur sechs Stimmen Vorsprung vor Schröder (506 Stimmen), dem bisher knappsten Ergebnis bei einer Bundespräsidentenwahl. Auch wenn alle 18 nicht abgegebenen Stimmen und Stimmenthaltungen des letzten Wahlgangs Sozial- und Freidemokraten zugerechnet werden, müssen doch zwei von ihnen den CDU-Kandidaten Schröder gewählt haben.
Heinemann ist der einzige Bundespräsident, der nicht mit absoluter Mehrheit gewählt wurde. Erst 1994 und 2010 gab es bei der Bundespräsidentenwahl wieder einen dritten Wahlgang, in dem Roman Herzog bzw. Christian Wulff allerdings die absolute Mehrheit erreichten.
Heinemann sprach nach der Wahl von einem „Stück Machtwechsel“. Nach der Bundestagswahl am 28. September 1969 kam die sozialliberale Koalition aus SPD und FDP im Bundestag zustande, die Unionsparteien gingen erstmals seit Gründung der Bundesrepublik in die Opposition.

## Ergebnis
| Wahlgang                                                  | Kandidat                 | Stimmenzahl                                   | Anteil | Partei | Partei | Unterstützer |
| --------------------------------------------------------- | ------------------------ | --------------------------------------------- | ------ | ------ | ------ | ------------ |
| 1. Wahlgang                                               | Gustav Heinemann         | 514                                           | 49,6 % |        | SPD    | SPD, FDP     |
| 1. Wahlgang                                               | Gerhard Schröder         | 501 (bei erster Auszählung 499 Stimmen)       | 48,4 % |        | CDU    | CDU/CSU, NPD |
| 1. Wahlgang                                               | Enthaltungen             | 5 (bei erster Auszählung 6 Enthaltungen)      | 0,5 %  |        |        |              |
| 1. Wahlgang                                               | ungültige Stimmen        | 3 (bei erster Auszählung 2 ungültige Stimmen) | 0,3 %  |        |        |              |
| 1. Wahlgang                                               | Nicht abgegebene Stimmen | 13                                            | 1,3 %  |        |        |              |
| 2. Wahlgang                                               | Gustav Heinemann         | 511                                           | 49,3 % |        | SPD    | SPD, FDP     |
| 2. Wahlgang                                               | Gerhard Schröder         | 507                                           | 48,9 % |        | CDU    | CDU/CSU, NPD |
| 2. Wahlgang                                               | Enthaltungen             | 5                                             | 0,5 %  |        |        |              |
| 2. Wahlgang                                               | Nicht abgegebene Stimmen | 13                                            | 1,3 %  |        |        |              |
| 3. Wahlgang                                               | Gustav Heinemann         | 512                                           | 49,4 % |        | SPD    | SPD, FDP     |
| 3. Wahlgang                                               | Gerhard Schröder         | 506                                           | 48,8 % |        | CDU    | CDU/CSU, NPD |
| 3. Wahlgang                                               | Enthaltungen             | 5                                             | 0,5 %  |        |        |              |
| 3. Wahlgang                                               | Nicht abgegebene Stimmen | 13                                            | 1,3 %  |        |        |              |
| Damit war Gustav Heinemann zum Bundespräsidenten gewählt. |                          |                                               |        |        |        |              |